# Adactylotis numerata
Adactylotis numerata är en fjärilsart som beskrevs av Fabricius 1794. Adactylotis numerata ingår i släktet Adactylotis och familjen mätare. Inga underarter finns listade i Catalogue of Life.